# Nachrodt-Wiblingwerde
Nachrodt-Wiblingwerde é um município da Alemanha localizado no distrito de Märkischer Kreis, região administrativa de Arnsberg, estado de Renânia do Norte-Vestfália.

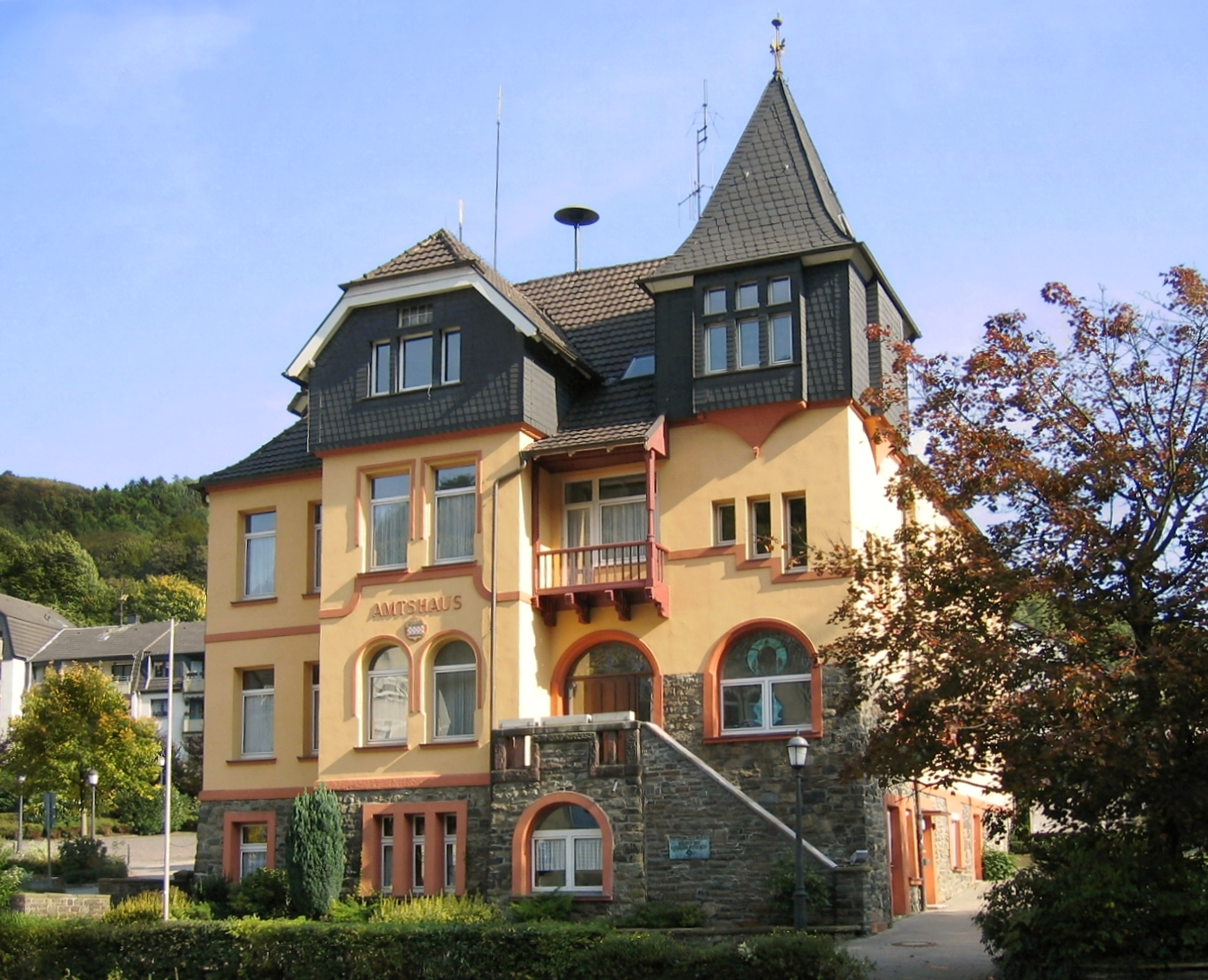
Altes Amtshaus